# Невељски рејон
невељски рејон (рус. Невельский район) административно-територијална је јединица другог нивоа и општински рејон смештен на крајњем југу Псковске области, односно на западу европског дела Руске Федерације.
Административни центар рејона је град Невељ. Према проценама националне статистичке службе Русије за 2016. на територији рејона је живело 24.363 становника, или у просеку око 10,0 ст/км².

## Географија
Невељски рејон смештен је на крајњем југу Псковске области. Обухвата територију површине 2.689,9 км², и по том параметру налази се на 9. месту међу 24 рејона у области. Граничи се са територијама Себешког и Пустошког рејона на западу, на северу је Новосокољнички, а на истоку Великолушки и Усвјатски рејон. На југу је територија Витепске области Белорусије (Гарадочки, Полацки и Расонски рејон).
У рељефном погледу територијом Невељског рејона доминира благо заталасано Вјаземско побрђе које уједно представља развође између сливова Ловата на истоку и југу, те Западне Двине на западу. Најважнија притока Ловата на тлу Невељског рејона је река Јеменка, док су најважније притоке Западне Двине Ушча и Полота.
Површина је испресецана бројним језерима углавном ледничког порекла, а највећа међу њима су Невељ (14,9 км²), групација језера Иван са језерима Велики (15,4 км²) и Мали Иван (8 км²), Сеница (9,62 км²), Усвоја (6,32 км²) и Завережје (6,7 км²).

## Историја
Невељски рејон успостављен је 1. августа 1927. године на територији некадашњег Невељског округа Витепске губерније. У границама Псковске области је 1957. године.

## Демографија и административна подела
Према подацима са пописа становништва из 2010. на територији рејона је живело укупно 26.657 становника, док је према процени из 2016. ту живело 24.363 становника, или у просеку 10,0 ст/км². По броју становника Невељски рејон се налази на 3. месту у области. У административном центру рејона граду Невељ у живи око 60% од укупне рејонске популације.
| 1959.  | 1970.  | 1979.  | 1989.  | 2002.  | 2010.  | 2016.   |
| ------ | ------ | ------ | ------ | ------ | ------ | ------- |
| 49.055 | 44.059 | 41.222 | 38.727 | 31.419 | 26.657 | 24.363* |

Напомена:* Према процени националне статистичке службе. 
Према подацима са пописа из 2010. на подручју рејона регистровао је укупно 489 села (од којих је њих 90 било без становника, а у 153 села живело је мање од 5 становника). Рејон је административно подељен на 6 нижестепених општина, 5 сеоских и једну урбану. Једино градско насеље на подручју рејона је град Невељ.

## Саобраћај
Преко територије Невељског рејона пролазе деоница железничких пруга Санкт Петербург—Кијев (Украјина) и Великије Луки—Полоцк (Белорусија). Најважнији друмски правац је аутопут М20 Санкт Петербург−Кијев.